# پخش نور
پخش نور
مستقیم:وسایل نورپردازی مستقیم، بخش عمده‌ای از نور را به سمت پایین به سمت سطح کار هدایت می‌کنند. از آنجا که نور کمی توسط دیوارها و یا سقف جذب می‌گردد. این روش شیوه‌ای موپر برای دستیابی به روشنایی زیاد بر روی سطح کار می‌باشد. با این حال، خیرگی مستقیم و انعکاسات پوششی، اغلب اوقات یک معضل عمده می‌باشند. همچنین سایه‌های ایجاد شده بر روی موضوع فعالیت نیز زمانیکه فصل ها بین نور افشان‌ها زیاد باشد تبدیل به یک معضل می‌شود.
نیمه مستقیم:وسایل نورپردازی نیمه مستقیم بسیار شبیه به نور افشان‌های مستقیم می‌باشند بجز آنکه مقدار کمی از نور به سمت بالا هدایت می‌گردد تا از سقف منعکس شود. از آنجا که این انعکاس، علاوه بر ایجاد سقفی درخشان تر، مقداری نورپخشی ایجاد می‌کند. سایه‌ها و درخشندگی ظاهری نور افشان‌ها هر دو کاهش می‌یابند. با این حال انعکاسات پوششی هنوز می‌توانند یک معضل باشند.
پخش کلی:این نوع نور افشان، نور را کم وبیش به‌طور مساوی در تمامی جهات توزیع می‌کند. جزء افقی می‌تواند منجر به خیرگی مستقیم شدیدی شود مگر آنکه عنصر پخش‌کننده بزرگ بوده و از یک لامپ کم وات استفاده شود.
مستقیم_غیر مستقیم:این نورافشان نور را تقریباً به یک اندازه به سمت بالا و پایین منتشر می‌کند. از آنجا که نور کمی در جهت افقی وجود دارد خیرگی مستقیم مشکل چندانی محسوب نمی‌گردد. جزء غیرمستقیم با اندازهٔ بزرگ در این نور افشان نیز سایه‌ها و انعکاسات پوششی را به حداقل می‌رساند.
نیمه غیر مستقیم:این نور افشان بخش عمده‌ای از نور را از سقف منعکس ساخته و بدین ترتیب به نورپردازی با کیفیت دست می‌یابد. با این حال، ضریب بهرهٔ ان به ویژه زمانیکه سقف و دیوارها دارای رنگ سفید با ضریب انعکاس بالا نمی‌باشند کاهش می‌یابند.
غیر مستقیم:تقریباً تمامی نور در این نورافشان به سمت سقف هدایت می‌گردد. بدین ترتیب، ضرایب انعکاس سقف و دیوار می‌بایست تا حد ممکن زیاد باشد. نور پردازی بسیارپخشی تقریباً تمامی خیرگی مستقیم، انعکاسات پوششی و سایه‌ها را از بین می‌برد. شرایط حاصل اغلب اوقات برای نورپردازی محیط اطراف مورد استفاده قرار می‌گیرد.